# Sporting Limburg
Sporting Limburg was, op papier, een Nederlandse voetbalclub die volgens de eigen planning in de zomer van 2009 in het betaald voetbal van start moest gaan. De fusie werd echter op 8 april 2009 afgeblazen.
De fusieclub zou worden gevormd uit Fortuna Sittard en Roda JC en gevestigd worden in Sittard en Kerkrade. Het eerste elftal had zijn thuiswedstrijden in het Parkstad Limburg Stadion in Kerkrade moeten gaan spelen. De fusie ketste af omdat de provincie Limburg geen geld in de club wilde steken, omdat men de schulden van Fortuna Sittard niet kon of wilde afbetalen. Hierdoor weigerde de Stichting Roda JC met de fusie in te stemmen.

## Aanleiding
De financiële problemen bij een aantal Zuid-Limburgse clubs leidde bij de KNVB tot het idee om de mogelijkheid te onderzoeken om Fortuna Sittard, MVV en Roda JC te laten fuseren tot één grote kapitaalkrachtigere voetbalclub, die structureel in de subtop van de Eredivisie zou kunnen meedraaien. Al snel kreeg deze fusieclub de werktitel "FC Limburg". Achterliggende gedachte was dat een fusieclub interessanter zou zijn voor internationale bedrijven en instellingen dan de drie voormalige Zuid-Limburgse profclubs.

## Reacties op de fusie-intentie
Bestuursleden van de profclubs reageerden verdeeld op het plan. Fanatieke supporters van de clubs uitten hun ongenoegen. Uit een enquête in opdracht van Dagblad de Limburger bleek dat een ruime meerderheid (65 procent) van de Zuid-Limburgse voetballiefhebbers voorstander is van een FC Limburg. Uit een enquête onder seizoenskaarthouders van Roda JC bleek echter dat 77% van de respondenten tegenstander was van een fusie. Volgens schattingen zou FC Limburg in potentie kunnen uitgroeien tot de vierde club van Nederland qua hoeveelheid supporters. Uit de eerder genoemde enquête van de supportersvereniging bleek een meerderheid van de respondenten geen wedstrijden van de fusieclub te zullen bezoeken.

## Realisering van de fusie
Op 3 februari 2009 werd bekendgemaakt dat er hoogstwaarschijnlijk een fusie zou plaatsvinden tussen Roda JC en Fortuna Sittard. De nieuwe club moest vanaf het seizoen 2009-2010 actief worden. Op woensdagavond 1 april kwam er een akkoord tussen beide clubs. De nieuwe club zou onder de naam Sporting Limburg in het seizoen 2009-2010 beginnen en de thuiswedstrijden in Kerkrade spelen. De kleur van het thuistenue was geel, omdat die kleur ook in de shirts van Roda JC en Fortuna Sittard voorkomt en op de Limburgse vlag staat.
De nieuwe club stelde zich ten doel om in 2013 een topclub te zijn die structureel mee zou spelen om de 7e tot en met 12e plaats in de Eredivisie. De stichting Trots op Fortuna (TOF) probeerde tot het laatst toe om de fusie tegen te houden, maar kon op 1 april 2009 geen garanties geven dat Fortuna, dat een schuldenlast torste van ruim € 5 miljoen, zelfstandig kon blijven bestaan. Volgens het businessplan wilde de club toewerken naar een begroting van boven de € 20 miljoen in 2013. In het seizoen 2009/2010 zou de begroting van de club ongeveer € 14 miljoen bedragen, inclusief € 3 miljoen subsidie van de provincie Limburg.
Formeel zou de licentie overgaan van de hoogst spelende club (Roda JC) naar Sporting Limburg. Als Roda JC zich in het seizoen 2008/2009 handhaafde in de Eredivisie zou de fusieclub in het seizoen 2009/2010 van start gaan in die competitie.

## Ontbreken van de financiële steun van de provincie
Een week na de fusie besloot de Provincie Limburg om Sporting Limburg niet financieel te steunen. De Stuurgroep Topvoetbal in Limburg had de provincie verzocht om, eventueel in samenwerking met andere overheden in de regio, te komen tot een bijdrage van € 6,5 miljoen voor de fusieclub over een periode van vier jaar in ruil voor maatschappelijke activiteiten. Volgens de provincie werd hiervan afgezien, omdat niet werd voldaan aan de eerder gestelde voorwaarde van een volledige sanering van de schuldenlast bij zowel Fortuna Sittard als Roda JC. De provincie stelde zich op het standpunt, dat het geld niet bedoeld was om lopende schulden bij de twee clubs af te lossen. Voorafgaand aan de vergadering van de Provincie hadden MVV en VVV-Venlo, de andere Limburgse clubs, aangegeven een dergelijke subsidie enkel voor Sporting Limburg ontoelaatbaar te vinden. Voorzitter Hai Berden van VVV-Venlo zei dat de voorgenomen steun oneerlijk was wanneer één Limburgse voetbalclub wel gemeenschapsgelden zou ontvangen en de andere niet. Dit zou de competitie kunnen beïnvloeden.

## Besluit tot stopzetting fusieplannen
Een dag na het besluit van de provincie om de club niet financieel te ondersteunen trok de Stichting Roda JC haar steun voor Sporting Limburg in. Volgens de regionale zender L1 had de Stichting Roda JC de fusieovereenkomst nog niet ondertekend. De Raad van Commissarissen van Roda JC moest nu opnieuw draagvlak vinden bij de stichting. Ook de directeur van Fortuna, Hans Erkens, noemde diezelfde dag de kans, dat de fusie zou worden afgeblazen "redelijk groot" en hetzelfde gold voor de provincie. Een dag later maakte de Stuurgroep Topvoetbal Limburg bekend dat beide clubs "de stekker uit Sporting Limburg trekken". Volgens de stuurgroep was de provinciale steun het fundament onder de fusieplannen en heeft Sporting Limburg geen toegevoegde waarde voor beide clubs. Beide clubs proberen nu op eigen kracht verder te gaan.